# オークノース銀行
オークノース銀行（英: OakNorth Bank Plc）は、イギリスのマンチェスターに本社を置く起業家・SME向けの銀行。金融機関向けリサーチ分析受託会社Copal Amba(現在はムーディーズの傘下Moody's Analytics Knowledge Services)の創業者Rishi KhoslaとJoel Perlmanにより設立された。

## 概要
イギリスではロイズ・バンキング・グループ、HSBC、バークレイズ、ロイヤルバンク・オブ・スコットランドの四大銀行による寡占が続いており、2013年3月イングランド銀行金融サービス機構(FSA)は競争促進策として新規参入条件を大幅に緩和した。これを受けてチャレンジャー・バンクと呼ばれる新規参入行が相次ぎ、イギリス四大銀行がカバーしていない分野に特化して躍進をはかっている。このオークノース銀行の特徴としてオンライン専業であることと、事業性融資(SME:Small and Medium Enterprises)向け融資と不動産融資に特化していること、投融資案件の意思決定にはAcorn Machineと呼ばれるマシーンラーニングを活用した支援システムを用いていることが挙げられる。なお、このAcornにはどんぐりつまりオーク(ナラ)の樹が産む子供という意味が込められている。 また、オークノース銀行は他の機関にもこのプラットフォームをライセンス供与している。チャレンジャーバンクたちの中でオークノース銀行が好業績である要因として他のチャレンジャーバンクは比較的テクノロジー負担が大きい決済系をビジネスの中心に据えているのに対してオークノース銀行はシンプルなテクノロジーで完結する事業性融資ビジネスに特化していることとソフトウエア事業の存在を指摘する声もある。コアシステムにはAmazonのAmazon Web Servicesパブリッククラウドを用いており欧州で初めて完全にパブリッククラウドで勘定系システムをホスティングした銀行とされる。

## 沿革
- 2013年7月3日 - Rishi KhoslaとJoel Perlmanにより現在の持ち株会社ACORN OakNorth Holdings LtdにあたるOakNorth Limitedが設立される[3]
- 2014年9月30日 - ムーディーズへCopal Ambaを売却[4]
- 2015年3月9日 - イングランド銀行健全性監督機構（PRA）および金融行動監視機構（FCA）から銀行業登録が認可される[5]
- 2015年3月14日 - OakNorth Bank Limitedへ商号変更[6]
- 2015年5月26日 - アマゾンウェブサービス（AWS）と提携しコアシステムをクラウドに移行[7]
- 2015年9月 - 持ち株会社としてのOakNorth Holdings Limited(現ACORN OakNorth Holdings Ltd)を設立
- 2015年11月11日 - シリーズAラウンドでIndiabullsから6,600万ポンド調達[8]
- 2018年9月6日 - シリーズBラウンドでEDBI、NIBC、Clermont Group、シンガポール政府投資公社、Coltrane Asset Managementより1億ドル調達[9]
- 2019年2月8日 - ソフトバンク・ビジョン・ファンド、Clermont Groupより4億4,000万ドルを調達[10]